# Claddagh-ring

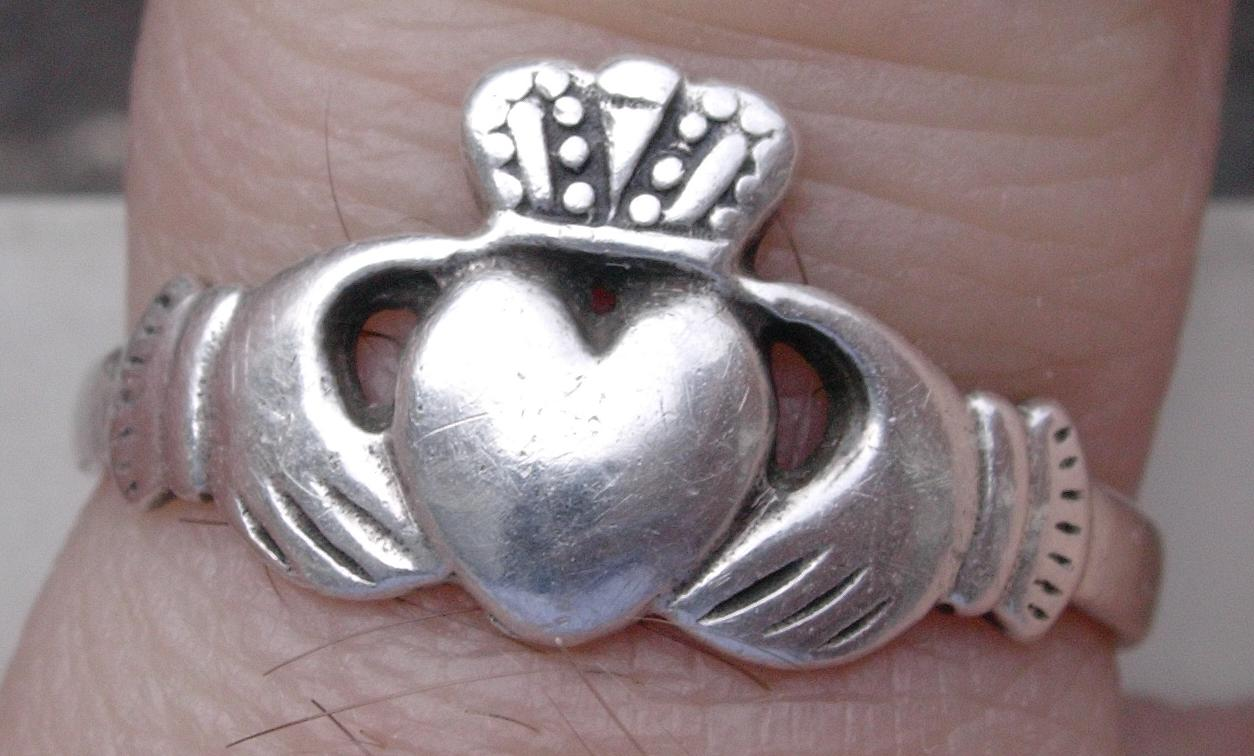
een Claddagh-ring

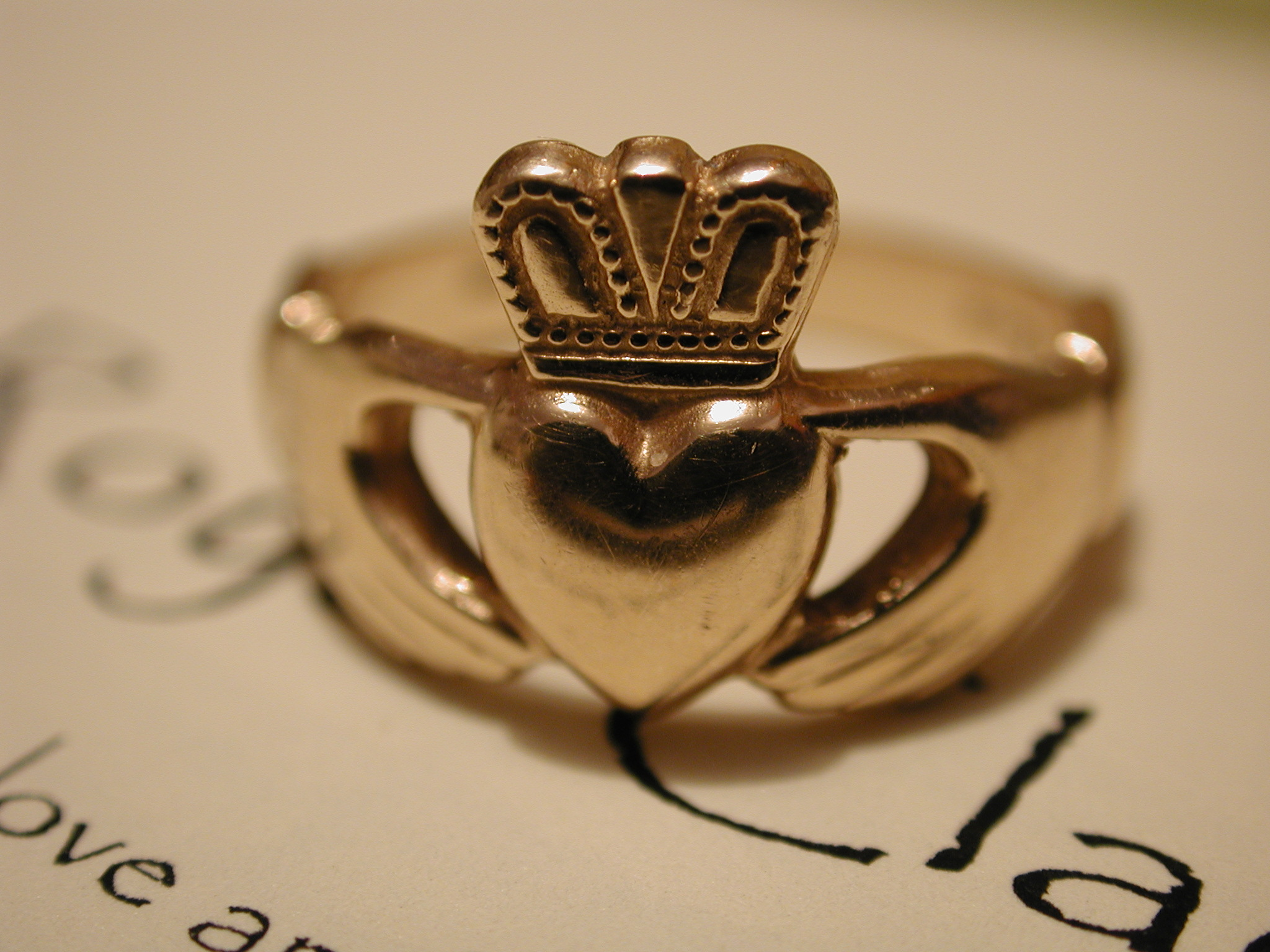
een Claddagh-ring

De Claddagh-ring is een traditionele Ierse ring uit de stad Galway. Hij bestaat uit een gekroond hart, dat door twee handen wordt vastgehouden. Het hart staat voor liefde, de handen voor vriendschap en de kroon voor loyaliteit. 
Aan de manier hoe iemand de ring draagt, kun je zien of de drager verliefd, verloofd, getrouwd of alleenstaand is. 
- Aan de rechterhand met de punt van het hart van je af, betekent dat je vrijgezel bent;
- Aan de rechterhand met de punt van het hart naar je toe betekent dat je verliefd bent;
- Aan de linkerhand met de punt van het hart van je af betekent dat je verloofd bent;
- Aan de linkerhand met de punt naar je toe, betekent dat je gelukkig getrouwd bent.

## Verhalen en mythen
Er bestaat een aantal verhalen en mythen over de betekenis en het ontstaan van de ring.

### Het visserdorpje
De naam komt van Claddagh, een visserdorpje, liggend waar de rivier Corrib en de Galwaybay elkaar ontmoeten. In dit dorpje zou de ring ontworpen zijn en werd hij gedragen door de vissers van Claddagh (oorspronkelijk zou het teken op de boten en zeilen zijn geschilderd). Als de Claddagh-vissers vreemde collega’s in hun wateren aantroffen, werden die gecontroleerd op dit teken. Hadden ze het niet, dan konden de vreemde vissers rekenen op een enkeltje zeebodem.

### Verboden liefde
Een ander verhaal gaat over een prins die verliefd werd op een dienstmeid. Om haar argwanende vader te overtuigen van zijn oprechte gevoelens, ontwierp de prins een ring die er als volgt uitzag: twee handen die vriendschap symboliseren, een kroon die staat voor trouw en een hart dat staat voor de liefde. Met deze ring vroeg de prins het meisje ten huwelijk. Toen de vader de betekenis van de symbolen hoorde gaf hij zijn zegen.

### De Ierse Drie-eenheid
De ring zou een van de eerste symbolen van de Ierse Drie-eenheid zijn. De kroon stelt dan de Vader voor, de linkerhand de Zoon en de rechterhand de Heilige Geest, alle drie zorgend voor het hart dat de mensheid voorstelt.

### Het Keltische godenrijk
Sommigen schrijven er echter ook een voorchristelijke betekenis aan. De rechterhand zou de machtige god, Dagda, de vader der goden voorstellen. De linkerhand zou toegeschreven zijn aan de vruchtbaarheidsgodin Anu, later bekend als Danu. Zij was de stammoeder van de Tuatha Dé Danann. Zij was tevens de godin van de wijsheid en de wind. De kroon staat voor Beauthauille. Het hart staat voor alle harten van de mensheid en ook datgene wat eeuwige muziek naar de Kelten stuurt.

### Richard Joyce
Het verhaal over Richard Joyce is mogelijk het meest op waarheid berustende. 
Na de gevangene te zijn geweest van een Moorse goudsmid, komt Richard Joyce vrij, nadat William de Derde een overeenkomst wist te sluiten, om al zijn gevangen onderdanen in Algiers weer huiswaarts te doen keren. De Moorse goudsmid wil hem echter niet kwijt en biedt hem zijn dochter en de helft van zijn rijkdom aan. Richard bedankt ervoor en keert terug naar zijn thuisland. Zijn verloofde thuis heeft al die jaren op hem gewacht. Richard geeft haar de ring en ze trouwen. Richard begint een goudsmederij en de eerste Claddagh-ringen dragen zijn initialen (RI): Richard Joyce.

### De adelaar
Een ander verhaal gaat over een andere Joyce, en wel Margaret Joyce. Ze was getrouwd met een rijke Spaanse koopman, Domingo de Rona, die handelde in Galway. Het duo verhuisde naar Spanje, waar Domingo stierf en haar een groot fortuin naliet. Margaret keerde weer terug naar Galway en gebruikte haar erfenis om bruggen van Galway naar Sligo te bouwen. In 1596 of 1597 hertrouwde ze met Oliver Óg French, de burgemeester van Galway. Ze zou door een adelaar beloond zijn voor haar goede werken, door de originele Claddagh-ring op haar schoot te laten vallen.

## In popcultuur
- De Claddagh-ring komt ook voor in de cultserie Buffy the Vampire Slayer, wanneer het personage de vampier Angel de ring geeft aan zijn geliefde Buffy Summers als verjaardagscadeau.

- Marten Toonder werd geïnspireerd door de Claddagh ring en gebruikte hem als cover voor een van zijn boeken: Een kleine handreiking.[1]

- Claddagh is het symbool van de Schotse New wave band Simple Minds.